# Chokutō

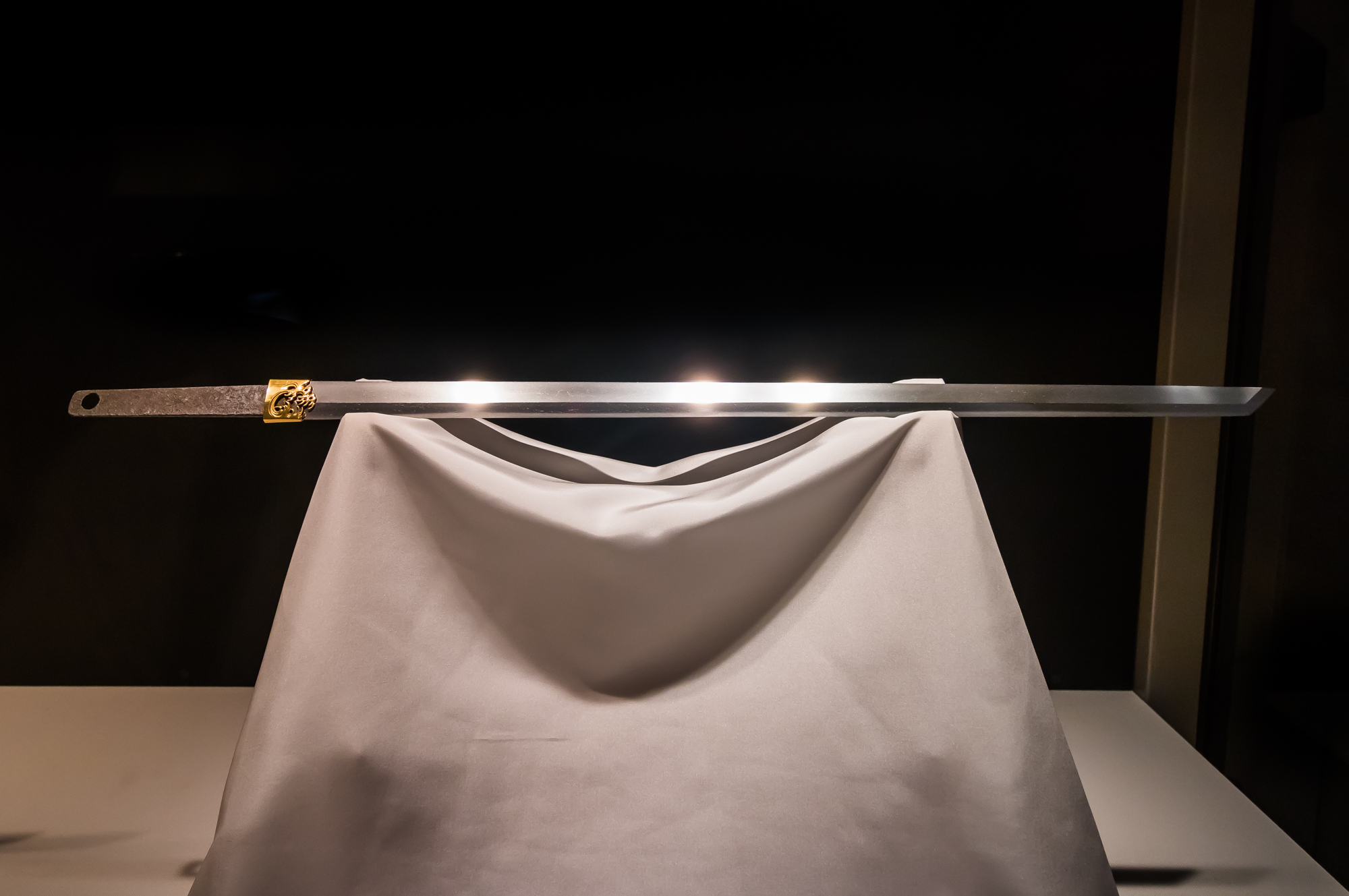
Lưỡi đao của một thanh Chokutō

Chokutō (直刀, "đao thẳng") là một loại đao Nhật thẳng, mài một lưỡi. Kiểu dáng của nó bắt nguồn từ những thanh đao thời Trung Quốc cổ đại. Đến thời kỳ Heian, những thanh đao như vậy được gọi là tachi (大刀), không nên nhầm lẫn với tachi (太刀).